# North Cape May
North Cape May és una concentració de població designada pel cens dels Estats Units a l'estat de Nova Jersey. Segons el cens del 2000 tenia 3.618 habitants.

## Demografia
Segons el cens del 2000, North Cape May tenia 3.618 habitants, 1.544 habitatges, i 1.008 famílies. La densitat de població era de 997,8 habitants/km².
Dels 1.544 habitatges en un 27% hi vivien nens de menys de 18 anys, en un 48,1% hi vivien parelles casades, en un 13,7% dones solteres, i en un 34,7% no eren unitats familiars. En el 29,6% dels habitatges hi vivien persones soles el 15,5% de les quals corresponia a persones de 65 anys o més que vivien soles. El nombre mitjà de persones vivint en cada habitatge era de 2,33 i el nombre mitjà de persones que vivien en cada família era de 2,88.
Per edats la població es repartia de la següent manera: un 22,8% tenia menys de 18 anys, un 6% entre 18 i 24, un 26,3% entre 25 i 44, un 24,2% de 45 a 60 i un 20,7% 65 anys o més.
L'edat mediana era de 42 anys. Per cada 100 dones de 18 o més anys hi havia 81,3 homes.
La renda mediana per habitatge era de 37.071 $ i la renda mediana per família de 42.161 $. Els homes tenien una renda mediana de 33.036 $ mentre que les dones 26.875 $. La renda per capita de la població era de 18.420 $. Aproximadament l'1% de les famílies i el 4,1% de la població estaven per davall del llindar de pobresa.

## Poblacions properes
El següent diagrama mostra les poblacions més properes.